# Розанна (телесериал)
«Роза́нна» (англ. Roseanne) — американский комедийный телесериал с Розанной Барр в главной роли, который выходил в эфир на телеканале ABC с 18 октября 1988 по 21 мая 1997 года.
Сериал был самой успешной программой на телевидении и находился на рейтинговой вершине с 1989 по 1990, а также входил в четвёрку самых популярных шоу в течение шести сезонов из девяти.
В 2002 году ситком «Розанна» занял 35 место в списке «Пятидесяти величайших телешоу всех времен».
Сериал за время своего показа получил двадцать пять номинаций на главную телепремию «Эмми», включая четыре победы. Розанна Барр получила «Эмми» и «Золотой глобус» в 1993 году, а Лори Меткалф вошла в историю, завоевав три последовательные премии «Эмми», с 1993 по 1994 год. Сериал выиграл «Золотой глобус» в 1993 году в категории «Лучший телевизионный сериал — комедия или мюзикл». В 1992 году шоу получило престижную премию «Пибоди».
В мае 2017 года стало известно, что ABC заказал десятый сезон сериала (9 эпизодов) с премьерой 27 марта 2018 года, через 30 лет после старта оригинального сериала. Основной актёрский состав сериала вернулся.
30 марта 2018 года после успешной премьеры «Розанна» была продлена на одиннадцатый сезон из тринадцати эпизодов. Тем не менее, 29 мая 2018 года предположительно из-за расистских и исламофобских замечаний Барр в Twitter по отношению к Валери Джарретт ABC закрыл возрождённый телесериал после одного сезона, заменив его спин-оффом «Коннеры» с теми же актерами (исключая Барр), которые продолжили играть персонажей оригинального проекта.